# 格里高利·米克斯
格里高利·米克斯（英語：Gregory Weldon Meeks，1953年9月25日—）是民主黨籍的美国政治家，艾德菲大學学士，霍华德大学法学博士，1998年起为纽约州联邦众议员，曾先后代表紐約州第六國會選區和紐約州第五國會選區，他的选区选民主要为非洲裔美国工人和中产阶级，自2021年1月起担任美国众议院外交委员会主席。

## 外部連結
- Congressman Gregory W. Meeks （页面存档备份，存于） official U.S. House website
- Gregory Meeks for Congress （页面存档备份，存于）
- 中的“格里高利·米克斯”

- 美國國會國家人物傳記大辭典中的傳記
- 由華盛頓郵報維護的投票記錄
- 智慧投票计划中的傳記、投票紀錄及利益集團評級
- 聯邦選舉委員會中的競選財務報告和數據
- C-SPAN內的頁面（英文）